# Hybristodryinus resinicolus
Hybristodryinus resinicolus (лат.) — ископаемый вид ос рода Hybristodryinus из семейства дрииниды (Dryinidae). Бирманский янтарь, меловой период (сеноманский век, около 99 млн лет). Мьянма.

## Описание
Мелкие хризидоидные осы. Длина 2,0—2,4 мм. От близких видов отличается треугольным диском пронотума (у H. mon диск трапециевидный), он не глубоко вырезан сзади; увеличенные коготки без субапикальных зубцов, но с заострённой вершиной (у H. ligulatus вершина ложковидная). Усики 10-члениковые. Нижнечелюстные щупики состоят из 6, а нижнегубные — из 3 члеников. Самцы неизвестны. Переднее крыло с тремя ячейками, закрытыми пигментированными жилками (C, R и 1Cu). У самок этого рода на передних лапках есть клешня, предположительно для удерживания цикадок (Cicadomorpha, Fulgoroidea).
Вид был впервые описан в 2005 году американским палеоэнтомологом Майклом Энджелом (Michael Engel; University of Kansas, США), а его валидный статус был подтверждён в ходе ревизии, проведённой в 2019 году палеоэнтомологами Евгением Перковским (Schmalhausen Institute of Zoology, Украина), Массимо Ольми (Tropical Entomology Research Center, Viterbo, Италия), Патриком Мюллером (Германия) и Катериной Мартыновой (Киев).